# Монтіжу
Монті́жу (порт. Montijo; МФА: [mõ.ˈti.ʒu]) — муніципалітет і місто в Португалії, в окрузі Сетубал. Розташований у західній частині країни, на березі Атлантичного океану, на теренах історичної португальської провінції Ештремадура. Належить до Сетубальської діоцезії Католицької церкви в Португалії. Права міського самоврядування має з 1514 року. Поділяється на 5 парафій. За адміністративним поділом, чинним до 1976 року, був складовою провінції Рібатежу. Площа муніципалітету — 348,62 км², населення муніципалітету — 51222 ос. (2011); густота населення — 146,93 осіб/км²
. Патрон — Святий Дух. Святковий день муніципалітету — 29 червня. Поштовий індекс — 2870.  Код місцевої адміністративної одиниці — 1507. Складова статистичного регіону Сетубал.

## Географія
Монтіжу розташоване на заході Португалії, на півночі округу Сетубал.
Монтіжу межує на півночі та сході з муніципалітетом Алкошете, на південному сході — з муніципалітетом Палмела, на південному заході — з муніципалітетом Мойта. На північному заході омивається водами річки Тежу.

## Історія
1514 року португальський король Мануел I надав Монтіжу форал, яким визнав за поселенням статус містечка та муніципальні самоврядні права.

## Населення
| Кількість мешканців | Кількість мешканців | Кількість мешканців | Кількість мешканців | Кількість мешканців | Кількість мешканців | Кількість мешканців | Кількість мешканців | Кількість мешканців | Кількість мешканців | Кількість мешканців | Кількість мешканців | Кількість мешканців | Кількість мешканців | Кількість мешканців |
| ------------------- | ------------------- | ------------------- | ------------------- | ------------------- | ------------------- | ------------------- | ------------------- | ------------------- | ------------------- | ------------------- | ------------------- | ------------------- | ------------------- | ------------------- |
| 1864                | 1878                | 1890                | 1900                | 1911                | 1920                | 1930                | 1940                | 1950                | 1960                | 1970                | 1981                | 1991                | 2001                | 2011                |
| 6 325               | 7 342               | 9 094               | 10 504              | 11 105              | 12 466              | 14 832              | 17 688              | 25 887              | 30 217              | 42 180              | 36 849              | 36 038              | 39 168              | 51 222              |